# Rosario Canale
Rosario Canale (Reggio Calabria, 26 maggio 1992) è un compositore, paroliere e cantautore italiano.

## Biografia
Frequenta corsi di formazione tenuti da maestri come Beppe Vessicchio, Gabriella Scalise, Fio Zanotti, Silvia Mezzanotte. Nel 2016 si diploma presso il Politecnico Scientia et Arts di Vibo Valentia e nel 2020 presso il Conservatorio Francesco Cilea di Reggio Calabria.
Inizia la sua carriera musicale prendendo parte a varie trasmissioni televisive e ottenendo grandi consensi come autore per altri artisti. Per Marco Mengoni firma due brani Ricorderai l'amore (Remember the Love) e Resti indifferente, contenuti nell'album Le cose che non ho, mentre per Lorenzo Fragola scrive il disco di platino Infinite volte, classificatosi al quinto posto al Festival di Sanremo 2016. Firma inoltre il platino Ti avrei voluto dire di Federica Carta e il brano vincitore di Sanremo Giovani 2017 Ora mai in collaborazione con Lele.
Nel 2019 scrive il singolo Tutto ciò che serve per Anna Tatangelo. Nel 2020 è autore del brano 8 marzo secondo classificato a Sanremo Giovani 2020 con Tecla. Altri artisti per i quali ha scritto brani in qualità di autore: Zero Assoluto, Sister Cristina, Samuel Storm (finalista di X Factor 2017), Thomas, Valerio Scanu.
Nel 2017 è stato un allievo della scuola di Amici di Maria De Filippi in onda su Canale 5. Nello stesso anno, Rosario Canale debutta come cantautore con l'etichetta indipendente Metro Records con il nome d'arte Kram. Nel 2019 prende parte al Festival di Castrocaro. Dal settembre 2022 inizia a lavorare per l’accademia “La Voce Produzione” di Cecilia Cesario. Nel 2023 fondano “RC Voce Produzione” accademia di alto perfezionamento canoro e produzione musicale. Nel 2024 prende parte all’edizione di X-Factor Albania.

## Discografia

### Da solista
Singoli
- 2018 - Vivi come se
- 2019 - Amico mio è tutto a posto
- 2019 - Un giorno bestiale
- 2019 - Come la neve
- 2020 - Ferma il mondo voglio scendere
- 2020 - Una certezza
- 2025 - Baciami forte
- 2025 - La prima volta

### Come autore per altri artisti
- 2014 - Dormi per Valerio Scanu
- 2015 - Ricorderai l'amore per Marco Mengoni
- 2015 - Resti indifferente per Marco Mengoni
- 2016 - Infinite volte per Lorenzo Fragola
- 2016 - In noi per Zero Assoluto
- 2017 - Ora mai per Lele
- 2017 - Senza paura di sorridere per Lele
- 2017 - Adesso e sempre per Lele
- 2017 - Ti avrei voluto dire per Federica Carta
- 2017 - The Story per Samuel Storm
- 2017 - Il sole alla finestra per Thomas
- 2017 - Ti amo tu ama me per Thomas
- 2018 - Tienimi le mani per Sister Cristina
- 2019 - Ancora un po' per Einar
- 2019 - Tutto ciò che serve per Anna Tatangelo
- 2020 - 8 marzo per Tecla

## Premi e riconoscimenti

### Come autore
- 2015 - Ha collaborato in qualità di autore all'album Le cose che non ho di Marco Mengoni certificato quadruplo disco di platino;
- 2016 - Disco di platino per il brano Infinite volte di Lorenzo Fragola
- 2017 - Autore del brano vincitore di Sanremo Giovani 2017 Ora mai di Lele
- 2017 - Disco di platino per il brano Ti avrei voluto dire di Federica Carta
- 2017 - Ha collaborato in qualità di autore all’album Thomas di Thomas certificato disco d’oro;
- 2020 - Premio Jannacci e Premio Lucio Dalla a Sanremo Giovani 2020 con il brano 8 marzo di Tecla

### Come cantautore
- 2017 - Partecipazione nel programma televisivo in onda su Canale 5 Amici di Maria De Filippi come cantautore
- 2019 - Finalista del Deejay On Stage 2019 con il brano Amico mio è tutto a posto di Kram
- 2019 - Finalista del Festival di Castrocaro 2019 con il brano Amico mio è tutto a posto di Kram
- 2019 - Vincitore del premio IMAIE al Premio Mia Martini (cat. emergenti) con il brano Come la neve di Kram
- 2020 - Vincitore del CalabriaFest di Rai Radio Tutta Italiana con il brano Una certezza di Kram
- 2024 - Partecipazione nel programma televisivo in onda su TV Klan X-Factor Albania con il gruppo The Chemicals